# Shajapur
Shajapur ist eine Stadt (Nagar Palika Parishad) im indischen Bundesstaat Madhya Pradesh.
Shajapur ist Verwaltungssitz des gleichnamigen Distrikts. Sie liegt 115 km westlich der Großstadt Bhopal sowie 57 km nordöstlich von Ujjain an der nationalen Fernstraße NH 3.
Die Stadt hatte beim Zensus 2011 69.263 Einwohner.

## Persönlichkeiten
- Vishal Sikka (* 1967), Unternehmer